# Championnats d'Europe de slalom (canoë-kayak) 2016
Navigation
2015 2017
Les championnats d'Europe de slalom de canoë-kayak 2016 se déroulent à Liptovský Mikuláš (Slovaquie) du 12 mai au 15 mai 2016. 

## Résultats

### Hommes

#### Canoë
| Épreuve                     | Or | Résultat | Argent | Résultat | Bronze                                                                                     | Résultat |
| Canoë monoplace par équipes | Slovaquie Michal Martikán Alexander Slafkovský Matej Beňuš                                                  | 118.26   | Pologne Grzegorz Hedwig Przemysław Plewa Igor Sztuba                                                                    | 125.70   | Grande-Bretagne David Florence Ryan Westley Adam Burgess                                   | 128.67   |
| Canoë biplace par équipes   | Slovaquie Pavol Hochschorner & Peter Hochschorner Ladislav Škantár & Peter Škantár Tomáš Kučera & Ján Bátik | 139.94   | Pologne Piotr Szczepański & Marcin Pochwała Filip Brzeziński & Andrzej Brzeziński Michał Wiercioch & Grzegorz Majerczak | 140.93   | Allemagne Franz Anton & Jan Benzien David Schröder & Nico Bettge Kai Müller & Kevin Müller | 142.39   |
| Canoë monoplace             | Alexander Slafkovský Slovaquie                                                                              | 99.87    | Michal Martikán Slovaquie                                                                                               | 101.66   | Ander Elosegi Espagne                                                                      | 102.56   |
| Canoë biplace               | Slovaquie Tomáš Kučera Ján Bátik                                                                            | 112.70   | Slovénie Luka Božič Sašo Taljat                                                                                         | 113.16   | Allemagne David Schröder Nico Bettge                                                       | 113.23   |

#### Kayak
| Épreuve           | Or                                                   | Résultat | Argent                                             | Résultat | Bronze                                                 | Résultat |
| Kayak par équipes | Tchéquie Jiří Prskavec Vavřinec Hradilek Vít Přindiš | 108.00   | France Boris Neveu Sébastien Combot Étienne Daille | 109.07   | Espagne Samuel Hernanz Joan Crespo (es) Unai Nabaskues | 112.71   |
| Kayak monoplace   | Jiří Prskavec Tchéquie                               | 91.44    | Vavřinec Hradilek Tchéquie                         | 91.45    | Hannes Aigner Allemagne                                | 92.91    |

### Dames

#### Canoë
| Event             | Or                                                             | Résultat | Argent                                                   | Résultat | Bronze                                               | Résultat |
| Canoë monoplace   | Núria Vilarrubla Espagne                                       | 124.91   | Kateřina Hošková Tchéquie                                | 125.57   | Mallory Franklin Royaume-Uni                         | 126.27   |
| Canoë par équipes | Grande-Bretagne Kimberley Woods Mallory Franklin Eilidh Gibson | 185.03   | Tchéquie Kateřina Hošková Monika Jančová Martina Satková | 226.09   | Allemagne Andrea Herzog Lena Stöcklin Birgit Ohmayer | 245.63   |

#### Kayak
| Épreuve           | Or                                                           | Résultat | Argent                                                    | Résultat | Bronze                                                    | Résultat |
| Kayak par équipes | Grande-Bretagne Fiona Pennie Kimberley Woods Elizabeth Neave | 124.28   | Allemagne Melanie Pfeifer Jasmin Schornberg Lisa Fritsche | 128.56   | Slovaquie Elena Kaliská Jana Dukátová Kristína Nevařilová | 133.43   |
| Kayak monoplace   | Melanie Pfeifer Allemagne                                    | 108.86   | Urša Kragelj Slovénie                                     | 109.44   | Jana Dukátová Slovaquie                                   | 111.13   |

## Tableau des médailles
| Rang  | Nation          | Or | Argent | Bronze | Total |
| ----- | --------------- | -- | ------ | ------ | ----- |
| 1     | Slovaquie       | 4  | 1      | 2      | 7     |
| 2     | Tchéquie        | 2  | 3      | 0      | 5     |
| 3     | Grande-Bretagne | 2  | 0      | 2      | 4     |
| 4     | Allemagne       | 1  | 1      | 4      | 6     |
| 5     | Espagne         | 1  | 0      | 2      | 3     |
| 6     | Slovénie        | 0  | 2      | 0      | 2     |
| 6     | Pologne         | 0  | 2      | 0      | 2     |
| 8     | France          | 0  | 1      | 0      | 1     |
| Total | Total           | 10 | 10     | 10     | 30    |